# Mount Ryder
Mount Ryder är ett berg i Antarktis. Det ligger i Östantarktis. Australien gör anspråk på området. Toppen på Mount Ryder är 983 meter över havet.
Terrängen runt Mount Ryder är lite kuperad. Trakten är obefolkad. Det finns inga samhällen i närheten.